# David Affengruber (Fußballspieler, 2001)
David Leopold Affengruber (* 19. März 2001 in Scheibbs) ist ein österreichischer Fußballspieler.

## Karriere

### Verein
Affengruber begann seine Karriere beim SC Wieselburg. Im September 2013 wechselte er in die Jugend des FC Red Bull Salzburg. Bei Red Bull Salzburg durchlief er ab der Saison 2015/16 auch sämtliche Altersstufen in der Akademie.
Zur Saison 2019/20 rückte er in den Kader des Farmteams FC Liefering. Sein Debüt für Liefering in der 2. Liga gab er im Juli 2019, als er am ersten Spieltag jener Saison gegen den SKU Amstetten in der Startelf stand. In jenem Spiel, das Liefering mit 3:2 verlor, erzielte er auch sein erstes Zweitligator.
Im Jänner 2021 debütierte er gegen den TSV Hartberg für die erste Mannschaft von Red Bull Salzburg in der Bundesliga. Im Februar 2021 erhielt er einen bis Mai 2022 laufenden Vertrag in Salzburg. Bis Saisonende kam er zu fünf Einsätzen für die Salzburger in der Bundesliga.
Zur Saison 2021/22 wechselte er innerhalb der Bundesliga zum SK Sturm Graz, bei dem er einen bis Juni 2024 laufenden Vertrag erhielt. Für Sturm kam er insgesamt zu 85 Ligaeinsätzen, mit den Grazern holte er in der Saison 2023/24 den Meistertitel, weiters wurde er mit dem Verein 2023 und 2024 Cupsieger. Nach seinem Vertragsende verließ er Sturm nach der Saison 2023/24.
Im Anschluss wechselte Affengruber im August 2024 nach Spanien zum Zweitligisten FC Elche. Seine erfolgreiche erste Saison in Spanien, in der er in allen 40 Ligaspielen zum Einsatz kam, endete mit dem Aufstieg in die Primera División.

### Nationalmannschaft
Affengruber spielte im September 2019 gegen Lettland erstmals für die österreichische U-19-Auswahl. Im September 2021 gab er gegen Norwegen sein Debüt im U-21-Team.

## Erfolge
- Österreichischer Meister: 2021, 2024
- Österreichischer Cupsieger: 2021, 2023, 2024
- Aufstieg in die Primera División: 2025